# Maximianus von Trier
Maximianus von Trier war um die Wende zum 6. Jahrhundert Bischof von Trier.
In einem Schreiben des Erzbischofs Avitus von Vienne an Caesarius von Arles ist von einem Bischof Maximianus die Rede. Dieser Brief wird in die Zeit zwischen 502 und 508, spätestens 513 datiert. Es handelt sich um ein Empfehlungsschreiben für den erblindeten Bischof, der Heilung in Arles suchen wollte. Der als „heilig“ bezeichnete Bischof wurde als Maximianus von Trier identifiziert.
Dabei ist auch von einer subversio wohl in der Trierer Gegend die Rede. Was genau damit gemeint ist, ist nicht näher bekannt. Damit kann die Einbeziehung Triers in den Machtbereich der Rheinfranken in Köln und die Flucht des comes Arbogast nach Chartres um 485/486 gemeint sein. Möglich ist auch der Sieg Chlodwigs über die Alamannen in der Schlacht von Zülpich 496/497. Zumindest weist die große Zahl von Bischofsnamen in dieser Zeit auf unruhige Zeiten hin.